# 小行星5826
小行星5826（英語：5826）是一颗围绕太阳公转的小行星。1990年2月16日，上田清二、金田宏在钏路市发现了此天体。
这颗小行星的绝对星等为91.85884002738376等。